# Scott Zona
Scott Zona (1959) is een Amerikaanse botanicus die is gespecialiseerd in de palmen.
Hij behaalde zijn B.Sc en zijn M.Sc in de botanie aan de University of Florida. In 1989 behaalde hij zijn Ph.D. aan de Claremont Graduate University (Californië) op onderzoek dat hij verrichtte aan de Rancho Santa Ana Botanic Garden. Zijn proefschrift was getiteld A monograph of Sabal: (Arecaceae: Coryphoideae). Voor dit proefschrift ontving hij de Jesse M. Greenman Award (een onderscheiding voor het beste proefschrift op het gebied van de plantensystematiek in een bepaald jaar) van de Missouri Botanical Garden. Tussen 1990 en 1993 was Zona als postdoc actief op de afdeling botanie van de University of Florida.
Sinds 1993 is Zona als wetenschappelijk onderzoeker verbonden aan de Fairchild Tropical Botanic Garden in Coral Gables (Florida). Tevens is hij verbonden aan de afdeling biologie van de Florida International University. Hij houdt zich bezig met onderzoek van palmen uit de gehele wereld. Hij richt zich speciaal op monografische studies van palmen uit de Caraïben en de eilanden uit de Grote Oceaan. Een ander onderzoeksgebied waar hij zich op richt betreft de biogeografie en systematiek van Caribische planten. Hij zit in het bestuur van de International Palm Society en zit in de redactie van hun wetenschappelijke tijdschrift Palms. Hij is voorzitter van de IUCN/SSC Palm Specialist Group. Hij heeft veldwerk verricht in Florida, Californië, Mexico, Panama, Honduras, de Caraïben, Bermuda, Fiji, Salomonseilanden, Indonesië, Maleisië en Madagaskar. Hij is lid van de American Society of Plant Taxonomists.
Zona heeft samen met William Baker van de Royal Botanic Gardens, Kew een voor de wetenschap nieuw palmengeslacht beschreven: Dransfieldia. Dit naar John Dransfield vernoemd geslacht omvat enkel de soort Dransfieldia micrantha, die voorkomt in Nieuw-Guinea. Zona is (mede)auteur van artikels in wetenschappelijke tijdschriften als Blumea, Brittonia en Systematic Botany. Hij heeft meer dan honderd wetenschappelijke publicaties op zijn naam staan.